# ماسيميليانو جاتو
ماسيميليانو جاتو (بالإيطالية: Massimiliano Gatto)‏ (28 أكتوبر 1995 في إيطاليا - ) هو لاعب كرة قدم إيطالي في مركز الهجوم. لعب مع كييفو فيرونا ونادي برو فيرتشيلي ونادي كاربي.

## روابط خارجية
- ماسيميليانو جاتو على موقع قاعدة بيانات كرة القدم.إي يو (الإنجليزية)
- ماسيميليانو جاتو على موقع Soccerway.com (الإنجليزية)
- ماسيميليانو جاتو على موقع عالم كرة القدم.نت (الإنجليزية)